# Biathlon-Weltcup in Annecy/Le Grand-Bornand 2024/25
Der 3. Weltcup der Biathlonsaison 2024/25 fand in der französischen Gemeinde Le Grand-Bornand in der Nähe von Annecy im Département Haute-Savoie statt. Die Wettkämpfe im Stadion Sylvie Becaert wurden zum insgesamt fünften Mal vom 16. bis 22. Dezember 2024 ausgetragen.

## Wettkampfprogramm
| Datum        | Männer    | Männer               | Frauen    | Frauen                |
| ------------ | --------- | -------------------- | --------- | --------------------- |
| Do, 19.12.24 | 14:20 Uhr | Sprint (10 km)       |           |                       |
| Fr, 20.12.24 |           |                      | 14:20 Uhr | Sprint (7,5 km)       |
| Sa, 21.12.24 | 12:30 Uhr | Verfolgung (12,5 km) | 14:45 Uhr | Verfolgung (10 km)    |
| So, 22.12.24 | 12:30 Uhr | Massenstart (15 km)  | 14:45 Uhr | Massenstart (12,5 km) |

## Teilnehmende Nationen und Athleten
Wenn Klammern um die Zahl der Athleten stehen, hat dies zur Bedeutung, dass vom entsprechenden Verband mehr Athleten für das Weltcupwochenende nominiert worden waren, als Startplätze in den Einzelrennen für die Nation zur Verfügung standen.
| Nation                 | Anzahl               | Athlet | Athletin                                                                                                 |
| Europa (23 Nationen)   | Europa (23 Nationen) | Europa (23 Nationen) | Europa (23 Nationen)                                                                                     |
| ---------------------- | -------------------- | --- | --- |
| Belgien                | 3+3                  | César Beauvais, Florent Claude, Thierry Langer                                                                                  | Eve Bouvard, Maya Cloetens, Lotte Lie                                                                    |
| Bulgarien              | 3+4                  | Wladimir Iliew, Anton Sinapow, Blagoj Todew                                                                                     | Lora Christowa, Walentina Dimitrowa, Marija Sdrawkowa, Milena Todorowa                                   |
| Deutschland            | 6+6                  | Philipp Horn, Simon Kaiser, Johannes Kühn, Philipp Nawrath, Danilo Riethmüller, Justus Strelow                                  | Selina Grotian, Julia Kink, Franziska Preuß, Julia Tannheimer, Vanessa Voigt, Anna Weidel                |
| Estland                | 4+4                  | Mark-Markos Kehva, Jakob Kulbin, Kristo Siimer, Rene Zahkna                                                                     | Susan Külm, Hanna-Britta Kaasik, Johanna Talihärm, Tuuli Tomingas                                        |
| Finnland               | 5+4                  | Tuomas Harjula, Olli Hiidensalo, Otto Invenius, Jaakko Ranta, Tero Seppälä                                                      | Inka Hämäläinen, Venla Lehtonen, Sonja Leinamo, Suvi Minkkinen                                           |
| Frankreich             | 6+6                  | Émilien Claude, Fabien Claude, Quentin Fillon Maillet, Antonin Guigonnat, Émilien Jacquelin, Éric Perrot                        | Justine Braisaz-Bouchet, Sophie Chauveau, Lou Jeanmonnot, Océane Michelon, Jeanne Richard, Julia Simon   |
| Italien                | 4+5                  | Didier Bionaz, Daniele Cappellari, Tommaso Giacomel, Lukas Hofer                                                                | Hannah Auchentaller, Michela Carrara, Samuela Comola, Martina Trabucchi, Dorothea Wierer                 |
| Kroatien               | 1+1                  | Krešimir Crnković | Anika Kožica                                                                                             |
| Lettland               | 4+4                  | Renārs Birkentāls, Edgars Mise, Aleksandrs Patrijuks, Andrejs Rastorgujevs                                                      | Baiba Bendika, Elza Bleidele, Sandra Buliņa, Sanita Buliņa                                               |
| Litauen                | 3+3                  | Nikita Čigak, Jokūbas Mačkinė, Vytautas Strolia                                                                                 | Natalija Kočergina, Judita Traubaitė, Lidia Žurauskaitė                                                  |
| Moldau                 | 3+3                  | Pawel Magasejew, Maxim Makarow, Michail Ussow                                                                                   | Alla Ghilenko, Aljona Makarowa, Alina Stremous                                                           |
| Norwegen               | (7)+5                | Johannes Thingnes Bø, Tarjei Bø, Vetle Sjåstad Christiansen, Sturla Holm Lægreid, Vebjørn Sørum, Endre Strømsheim, Martin Uldal | Emilie Ågheim Kalkenberg, Maren Kirkeeide, Karoline Offigstad Knotten, Ida Lien, Gro Randby              |
| Österreich             | 5+4                  | Simon Eder, Patrick Jakob, Felix Leitner, Fredrik Mühlbacher, Fabian Müllauer                                                   | Anna Andexer, Anna Gandler, Lisa Hauser, Lea Rothschopf                                                  |
| Polen                  | 4+5                  | Konrad Badacz, Jan Guńka, Andrzej Nędza-Kubiniec, Marcin Zawół                                                                  | Daria Gembicka, Joanna Jakieła, Anna Mąka, Natalia Sidorowicz, Kamila Żuk                                |
| Rumänien               | 4+3                  | George Buta, George Colțea, Raul Flore, Dmitri Schamajew                                                                        | Andreea Mezdrea, Jelena Tschirkowa, Anastassija Tolmatschowa                                             |
| Schweden               | 6+6                  | Viktor Brandt, Anton Ivarsson, Jesper Nelin, Martin Ponsiluoma, Sebastian Samuelsson, Malte Stefansson                          | Sara Andersson, Ella Halvarsson, Anna-Karin Heijdenberg, Anna Magnusson, Elvira Öberg, Johanna Skottheim |
| Schweiz                | 4+4                  | Joscha Burkhalter, Dajan Danuser, Jeremy Finello, Sebastian Stalder                                                             | Amy Baserga, Aita Gasparin, Lena Häcki-Groß, Lea Meier                                                   |
| Slowakei               | 2+3                  | Šimon Adamov, Tomáš Sklenárik                                                                                                   | Paulína Bátovská Fialková, Mária Remeňová, Zuzana Remeňová                                               |
| Slowenien              | 4+3                  | Miha Dovžan, Jakov Fak, Lovro Planko, Toni Vidmar                                                                               | Polona Klemenčič, Anamarija Lampič, Lena Repinc                                                          |
| Spanien                | 1                    | Roberto Piqueras | |
| Tschechien             | 4+4                  | Vítězslav Hornig, Mikuláš Karlík, Michal Krčmář, Jonáš Mareček                                                                  | Lucie Charvátová, Jessica Jislová, Kristýna Otcovská, Tereza Voborníková                                 |
| Ukraine                | 4+5                  | Anton Dudtschenko, Witalij Mandsyn, Dmytro Pidrutschnyj, Bohdan Zymbal                                                          | Chrystyna Dmytrenko, Julija Dschyma, Anna Krywonos, Oleksandra Merkuschyna, Lilija Steblyna              |
| Vereinigtes Königreich | 1                    | | Shawna Pendry                                                                                            |
| Amerika (2 Nationen)   |                      | | |
| Kanada                 | 2+2                  | Logan Pletz, Adam Runnalls | Emma Lunder, Nadia Moser                                                                                 |
| Vereinigte Staaten     | 4+3                  | Jake Brown, Sean Doherty, Maxime Germain, Campbell Wright                                                                       | Grace Castonguay, Margie Freed, Deedra Irwin                                                             |
| Asien (3 Nationen)     |                      | | |
| Kasachstan             | 4+3                  | Ässet Düissenow, Wladislaw Kirejew, Wadim Kurales, Alexander Muchin                                                             | Milana Genewa, Polina Jegorowa, Arina Krjukowa                                                           |
| Südkorea               | 3+2                  | Choi Du-jin, Timofei Lapschin, Alexander Starodubez                                                                             | Jekaterina Awwakumowa, Ko Eun-jung                                                                       |
| Volksrepublik China    | 2+2                  | Gu Cang, Yan Xingyuan | Tang Jialin, Chu Yuanmeng                                                                                |

## Ausgangslage
Als Weltcupführende gingen nach der zweiten Weltcupstation Johannes Thingnes Bø und Franziska Preuß an den Start.

Mehrere Athletinnen hatten sich in der Woche vor Rennbeginn dazu entschieden, in Le Grand-Bornand nicht anzutreten. Dies betraf zum einen Hanna Öberg und Juni Arnekleiv, die in den bisherigen Wettkämpfen nicht in Form gewesen waren und persönlich trainierten, zum anderen Markéta Davidová – bei der im Verlauf der Woche ein Bandscheibenvorfall diagnostiziert worden war – und weiterhin Ingrid Landmark Tandrevold.
Da die zusätzlichen IBU-Cup-Startplätze nach dem Weltcup in Hochfilzen weggefallen waren, hatten die Franzosen und Norweger je einen Athleten aus ihrem Aufgebot streichen müssen. Frankreich entschied sich für Gilonne Guigonnat, die nun im IBU-Cup startete, Norwegen für Tarjei Bø, der aber trotzdem den Massenstart am Sonntag bestritt. Für Hanna Öberg rückte Johanna Skottheim in den Weltcupkader, für Juni Arnekleiv Ida Lien, während der Platz von Tandrevold vakant blieb. Im deutschen Team kam Anna Weidel zu ihrem ersten Weltcupstart der Saison, Marlene Fichtner startete stattdessen im IBU-Cup. Für Österreich startete Patrick Jakob, nachdem David Komatz aufgrund von gesundheitlichen Problemen zurückziehen hatte müssen. Im Schweizer Team waren Sebastian Stalder und Lea Meier wieder zurück, Gion Stalder legte aufgrund fehlender Leistungen eine Wettkampfpause ein. Niklas Hartweg musste sich kurz vor Rennbeginn aufgrund eines grippalen Infekts abmelden, aufgrund einer Art Lebensmittelvergiftung konnten auch Aita Gasparin, Dajan Danuser und Amy Baserga den Sprint nicht bestreiten. Der italienische Verband ging insgesamt mit lediglich neun Athleten an den Start, Patrick Braunhofer, Elia Zeni und Beatrice Trabucchi starteten parallel im IBU-Cup.

## Ergebnisse
| 3. Weltcup in Le Grand-Bornand, 16. bis 22. Dezember 2024 | 3. Weltcup in Le Grand-Bornand, 16. bis 22. Dezember 2024 | 3. Weltcup in Le Grand-Bornand, 16. bis 22. Dezember 2024 | 3. Weltcup in Le Grand-Bornand, 16. bis 22. Dezember 2024 | 3. Weltcup in Le Grand-Bornand, 16. bis 22. Dezember 2024 |
| --------------------------------------------------------- | --------------------------------------------------------- | --------------------------------------------------------- | --------------------------------------------------------- | --------------------------------------------------------- |
| Datum                                                     | Disziplin                                                 | Erster Platz                                              | Zweiter Platz                                             | Dritter Platz                                             |
| 19. Dezember 2023 (Do.)                                   | Sprint (10 km)                                            | Martin Uldal                                              | Johannes Thingnes Bø                                      | Sebastian Samuelsson                                      |
| 20. Dezember 2023 (Fr.)                                   | Sprint (7,5 km)                                           | Justine Braisaz-Bouchet                                   | Franziska Preuß                                           | Anamarija Lampič                                          |
| 21. Dezember 2023 (Sa.)                                   | Verfolgung (12,5 km)                                      | Johannes Thingnes Bø                                      | Éric Perrot                                               | Émilien Jacquelin                                         |
| 21. Dezember 2023 (Sa.)                                   | Verfolgung (10 km)                                        | Franziska Preuß                                           | Julia Simon                                               | Vanessa Voigt                                             |
| 22. Dezember 2024 (So.)                                   | Massenstart (15 km)                                       | Tarjei Bø                                                 | Danilo Riethmüller                                        | Johannes Thingnes Bø                                      |
| 22. Dezember 2024 (So.)                                   | Massenstart (12,5 km)                                     | Selina Grotian                                            | Franziska Preuß                                           | Paulína Bátovská Fialková                                 |

## Verlauf

### Sprint

#### Männer
Start: Donnerstag, 19. Dezember 2024, 14:20 Uhr
| Platz | Sportler               | Zeit        | Schießfehler |
| ----- | ---------------------- | ----------- | ------------ |
| 1     | Martin Uldal           | 23:13,5 min | 0+0          |
| 2     | Johannes Thingnes Bø   | +1,4        | 1+0          |
| 3     | Sebastian Samuelsson   | +10,8       | 0+1          |
| 4     | Philipp Horn           | +28,6       | 0+1          |
| 5     | Sturla Holm Lægreid    | +32,3       | 0+1          |
| 6     | Philipp Nawrath        | +41,6       | 1+0          |
| 7     | Éric Perrot            | +41,7       | 0+0          |
| 8     | Émilien Jacquelin      | +44,9       | 1+1          |
| 9     | Tommaso Giacomel       | +46,2       | 0+1          |
| 10    | Quentin Fillon Maillet | +49,8       | 0+1          |
| 11    | Lukas Hofer            | +51,8       | 0+1          |
| 0     |                        |             |              |
| 14    | Sebastian Stalder      | +1:10,3     | 0+0          |
| 17    | Justus Strelow         | +1:14,8     | 0+0          |
| 25    | Johannes Kühn          | +1:25,1     | 1+1          |
| 26    | Thierry Langer         | +1:25,3     | 0+0          |
| 29    | Danilo Riethmüller     | +1:27,6     | 3+1          |
| 30    | Florent Claude         | +1:29,2     | 0+0          |
| 31    | Jeremy Finello         | +1:30,3     | 0+3          |
| 36    | Didier Bionaz          | +1:35,2     | 1+1          |
| 39    | Simon Kaiser           | +1:40,4     | 2+1          |
| 43    | Daniele Cappellari     | +1:45,8     | 0+0          |
| 45    | Simon Eder             | +1:49,0     | 0+1          |
| 51    | Joscha Burkhalter      | +1:53,7     | 1+1          |
| 70    | Fredrik Mühlbacher     | +2:53,7     | 0+2          |
| 74    | Felix Leitner          | +2:59,3     | 0+1          |
| 75    | Fabian Müllauer        | +3:02,1     | 0+2          |
| 86    | Patrick Jakob          | +3:32,2     | 1+2          |
| 92    | César Beauvais         | +3:53,3     | 1+1          |
| DNS   | Dajan Danuser          |             |              |

Gemeldet: 101 
 Nicht am Start:  Dajan Danuser

#### Frauen
Start: Freitag, 20. Dezember 2024, 14:20 Uhr
| Platz | Sportler                | Zeit        | Schießfehler |
| ----- | ----------------------- | ----------- | ------------ |
| 1     | Justine Braisaz-Bouchet | 21:19,2 min | 0+1          |
| 2     | Franziska Preuß         | +1,4        | 0+0          |
| 3     | Anamarija Lampič        | +13,7       | 0+2          |
| 4     | Julija Dschyma          | +19,1       | 0+0          |
| 5     | Selina Grotian          | +20,1       | 0+1          |
| 6     | Vanessa Voigt           | +22,8       | 0+0          |
| 7     | Julia Simon             | +37,5       | 1+1          |
| 8     | Kamila Żuk              | +37,9       | 0+0          |
| 9     | Hannah Auchentaller     | +44,4       | 0+0          |
| 10    | Anna Magnusson          | +45,7       | 0+1          |
| 0     |                         |             |              |
| 17    | Samuela Comola          | +57,6       | 0+0          |
| 20    | Dorothea Wierer         | +1:03,0     | 0+2          |
| 24    | Maya Cloetens           | +1:11,3     | 0+1          |
| 27    | Martina Trabucchi       | +1:18,9     | 0+1          |
| 30    | Lotte Lie               | +1:21,5     | 0+2          |
| 33    | Lena Häcki-Groß         | +1:23,7     | 2+0          |
| 36    | Lea Meier               | +1:28,2     | 0+0          |
| 43    | Anna Weidel             | +1:40,0     | 0+0          |
| 50    | Anna Andexer            | +2:17,3     | 1+2          |
| 53    | Julia Tannheimer        | +2:19,0     | 1+1          |
| 61    | Michela Carrara         | +2:31,9     | 2+3          |
| 68    | Lea Rothschopf          | +3:01,0     | 2+1          |
| 72    | Anna Gandler            | +3:05,2     | 2+1          |
| 80    | Lisa Hauser             | +3:23,3     | 1+4          |
| 81    | Eve Bouvard             | +3:25,3     | 0+3          |
| DNS   | Julia Kink              |             |              |
| DNS   | Amy Baserga             |             |              |
| DNS   | Aita Gasparin           |             |              |

Gemeldet: 98 
 Nicht am Start: 5

### Verfolgung

#### Männer
Start: Samstag, 21. Dezember 2024, 12:30 Uhr
| Platz | Sportler                   | Zeit        | Schießfehler |
| ----- | -------------------------- | ----------- | ------------ |
| 1     | Johannes Thingnes Bø       | 31:25,4 min | 0+0+0+1      |
| 2     | Éric Perrot                | +27,6       | 0+0+0+0      |
| 3     | Émilien Jacquelin          | +47,5       | 0+0+1+1      |
| 4     | Vebjørn Sørum              | +57,5       | 0+2+0+0      |
| 5     | Sebastian Samuelsson       | +1:03,6     | 1+0+2+2      |
| 6     | Sturla Holm Lægreid        | +1:05,0     | 0+0+1+2      |
| 7     | Danilo Riethmüller         | +1:07,9     | 0+0+0+1      |
| 8     | Philipp Horn               | +1:10,8     | 0+0+1+1      |
| 9     | Jakov Fak                  | +1:33,0     | 0+0+1+0      |
| 10    | Vetle Sjåstad Christiansen | +1:34,1     | 0+1+0+0      |
| 11    | Tommaso Giacomel           | +1:40,8     | 2+1+1+1      |
| 0     |                            |             |              |
| 13    | Justus Strelow             | +1:46,9     | 0+0+0+1      |
| 15    | Thierry Langer             | +1:49,7     | 1+0+0+1      |
| 17    | Philipp Nawrath            | +1:56,3     | 1+0+1+2      |
| 20    | Lukas Hofer                | +2:04,4     | 0+2+1+0      |
| 23    | Johannes Kühn              | +2:09,9     | 0+0+1+2      |
| 27    | Simon Eder                 | +2:28,4     | 0+0+1+0      |
| 34    | Jeremy Finello             | +2:56,5     | 0+0+2+3      |
| 36    | Joscha Burkhalter          | +3:00,3     | 0+0+0+1      |
| 44    | Florent Claude             | +3:39,0     | 0+2+1+0      |
| 45    | Didier Bionaz              | +3:39,2     | 0+2+3+1      |
| 47    | Simon Kaiser               | +3:41,2     | 0+2+1+3      |
| 50    | Sebastian Stalder          | +3:49,7     | 0+0+1+0      |
| 54    | Daniele Cappellari         | +4:49,3     | 2+0+0+0      |

Gemeldet: 60 
 Nicht am Start: 2

#### Frauen
Start: Samstag, 21. Dezember 2024, 14:45 Uhr
| Platz | Sportler            | Zeit        | Schießfehler |
| ----- | ------------------- | ----------- | ------------ |
| 1     | Franziska Preuß     | 21:19,2 min | 0+0+1+0      |
| 2     | Julia Simon         | +1,4        | 0+2+0+0      |
| 3     | Vanessa Voigt       | +13,7       | 0+0+0+0      |
| 4     | Jeanne Richard      | +19,1       | 0+0+0+1      |
| 5     | Maren Kirkeeide     | +20,1       | 0+1+0+0      |
| 6     | Elvira Öberg        | +22,8       | 1+1+0+0      |
| 7     | Venla Lehtonen      | +37,5       | 0+0+0+0      |
| 8     | Julija Dschyma      | +37,9       | 0+0+1+0      |
| 9     | Dorothea Wierer     | +44,4       | 1+0+0+0      |
| 10    | Anna Magnusson      | +45,7       | 0+0+1+1      |
| 0     |                     |             |              |
| 14    | Selina Grotian      | +57,6       | 0+0+1+1      |
| 15    | Lena Häcki-Groß     | +1:03,0     | 0+0+1+1      |
| 19    | Lotte Lie           | +1:11,3     | 0+0+2+0      |
| 20    | Maya Cloetens       | +1:18,9     | 0+0+0+0      |
| 21    | Anna Weidel         | +1:21,5     | 0+0+0+0      |
| 27    | Hannah Auchentaller | +1:23,7     | 1+0+1+2      |
| 28    | Samuela Comola      | +1:28,2     | 2+0+0+1      |
| 33    | Martina Trabucchi   | +1:40,0     | 1+2+0+0      |
| 44    | Lea Meier           | +2:17,3     | 1+1+1+2      |
| 47    | Anna Andexer        | +2:19,0     | 1+1+1+0      |
| DNS   | Julia Tannheimer    |             |              |

Gemeldet: 60 
 Nicht am Start: 6

### Massenstart

#### Männer
Start: Sonntag, 22. Dezember 2024, 12:30 Uhr
| Platz | Sportler             | Zeit        | Schießfehler |
| ----- | -------------------- | ----------- | ------------ |
| 1     | Tarjei Bø            | 37:20,8 min | 0+0+0+1      |
| 2     | Danilo Riethmüller   | +4,0        | 0+1+0+0      |
| 3     | Johannes Thingnes Bø | +9,7        | 0+1+1+1      |
| 4     | Sturla Holm Lægreid  | +10,9       | 0+0+1+1      |
| 5     | Martin Uldal         | +17,1       | 0+0+3+0      |
| 6     | Vebjørn Sørum        | +17,2       | 0+0+1+2      |
| 7     | Philipp Nawrath      | +36,3       | 0+0+1+0      |
| 8     | Johannes Kühn        | +36,9       | 0+0+0+0      |
| 9     | Fabien Claude        | +37,0       | 2+0+0+1      |
| 10    | Sebastian Samuelsson | +43,1       | 2+1+0+0      |
| 0     |                      |             |              |
| 14    | Tommaso Giacomel     | +1:29,5     | 1+1+1+2      |
| 20    | Sebastian Stalder    | +1:53,1     | 0+1+0+1      |
| 22    | Jeremy Finello       | +1:56,1     | 2+1+3+0      |
| 24    | Justus Strelow       | +2:22,6     | 0+0+2+1      |
| 26    | Philipp Horn         | +2:41,7     | 1+2+3+0      |
| 27    | Lukas Hofer          | +2:51,4     | 1+1+1+0      |
| 28    | Thierry Langer       | +3:16,6     | 1+0+3+0      |

Gemeldet und am Start: 30

#### Frauen
Start: Sonntag, 22. Dezember 2024, 14:45 Uhr
| Platz | Sportler                  | Zeit        | Schießfehler |
| ----- | ------------------------- | ----------- | ------------ |
| 1     | Selina Grotian            | 38:35,4 min | 0+0+1+0      |
| 2     | Franziska Preuß           | +12,7       | 0+0+0+0      |
| 3     | Paulína Bátovská Fialková | +35,4       | 1+0+2+0      |
| 4     | Jeanne Richard            | +35,5       | 0+0+0+1      |
| 5     | Suvi Minkkinen            | +57,2       | 0+0+1+1      |
| 6     | Julia Simon               | +1:12,4     | 1+1+1+1      |
| 7     | Lotte Lie                 | +1:16,2     | 0+1+1+1      |
| 8     | Océane Michelon           | +1:18,0     | 0+0+3+1      |
| 9     | Elvira Öberg              | +1:19,1     | 2+0+2+0      |
| 10    | Lena Häcki-Groß           | +1:19,8     | 1+0+1+1      |
| 0     |                           |             |              |
| 12    | Lisa Hauser               | +1:22,0     | 0+0+1+1      |
| 13    | Hannah Auchentaller       | +1:24,2     | 0+0+0+0      |
| 17    | Martina Trabucchi         | +1:44,7     | 0+0+0+0      |
| 24    | Maya Cloetens             | +2:29,1     | 0+1+0+1      |
| 25    | Samuela Comola            | +2:31,9     | 1+0+1+1      |
| 29    | Dorothea Wierer           | +2:48,4     | 1+0+1+2      |

Gemeldet und am Start: 30
Vanessa Voigt und Julia Tannheimer starteten nicht.

## Auswirkungen
| Rang | Name                   | Punkte | Siege | Verän- derung |
| ---- | ---------------------- | ------ | ----- | ------------- |
| 1    | Johannes Thingnes Bø   | 569    | 3     |               |
| 2    | Sturla Holm Lægreid    | 454    | 0     |               |
| 3    | Émilien Jacquelin      | 373    | 1     |               |
| 4    | Éric Perrot            | 368    | 1     |               |
| 5    | Sebastian Samuelsson   | 354    | 0     |               |
| 6    | Vebjørn Sørum          | 310    | 0     |               |
| 7    | Philipp Nawrath        | 292    | 0     |               |
| 8    | Fabien Claude          | 260    | 0     |               |
| 9    | Martin Uldal           | 251    | 1     |               |
| 10   | Quentin Fillon Maillet | 233    | 0     |               |

| Rang | Name                    | Punkte | Siege | Verän- derung |
| ---- | ----------------------- | ------ | ----- | ------------- |
| 1    | Franziska Preuß         | 565    | 2     |               |
| 2    | Elvira Öberg            | 371    | 1     |               |
| 3    | Lou Jeanmonnot          | 352    | 2     |               |
| 4    | Julia Simon             | 315    | 1     |               |
| 5    | Vanessa Voigt           | 307    | 0     |               |
| 6    | Suvi Minkkinen          | 285    | 0     |               |
| 7    | Justine Braisaz-Bouchet | 268    | 1     |               |
| 8    | Jeanne Richard          | 260    | 0     |               |
| 9    | Ella Halvarsson         | 250    | 0     |               |
| 10   | Selina Grotian          | 235    | 1     |               |

## Debütanten
Folgende Athleten nahmen zum ersten Mal an einem Biathlon-Weltcup teil. Dabei kann es sich sowohl um Individualrennen, als auch um Staffelrennen handeln.
| Männer       | Frauen          |
| ------------ | --------------- |
| Nikita Čigak | Elza Bleidele   |
|              | Lilija Steblyna |
|              | Shawna Pendry   |